# O Americano
O Americano foi um jornal farroupilha editado em Alegrete, durante a Revolução Farroupilha.
Iniciou sua circulação em 29 de setembro de 1842, encerrando suas atividades em 1º de março de 1843. Foi o jornal oficial do governo farroupilha no período.